# Monovolum

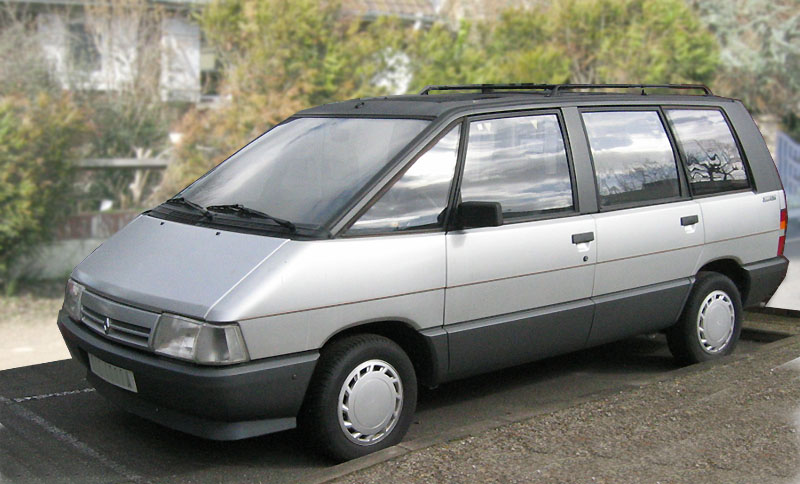
La primera generació del Renault Espace.

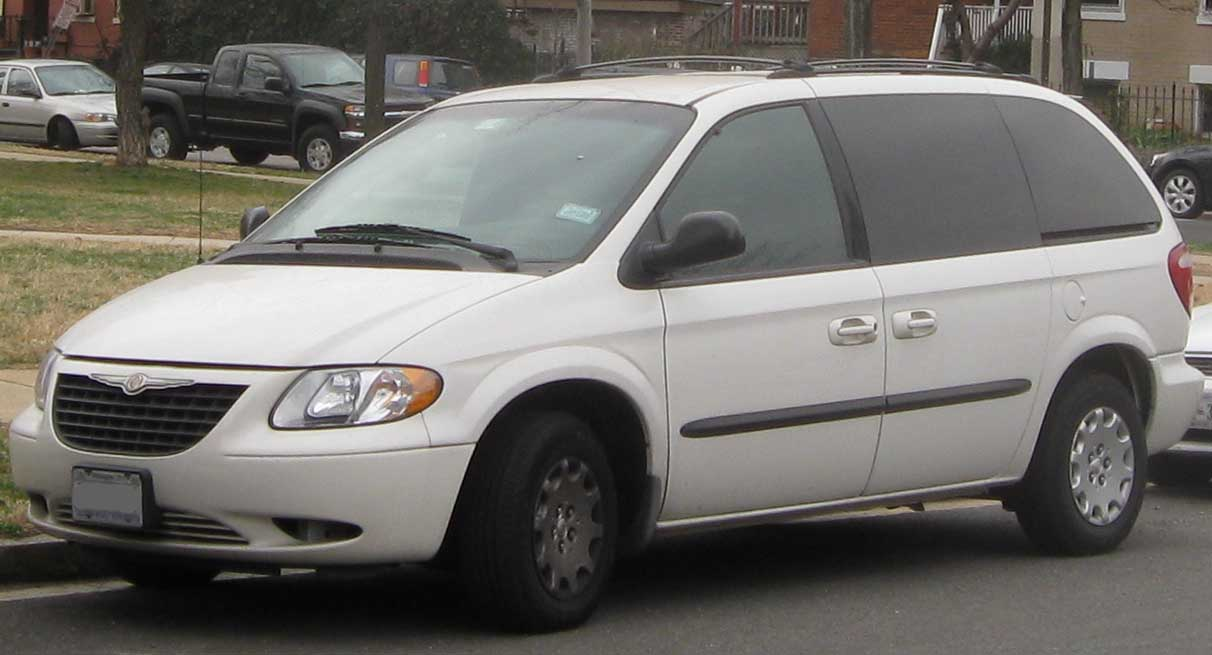
Chrysler Voyager.

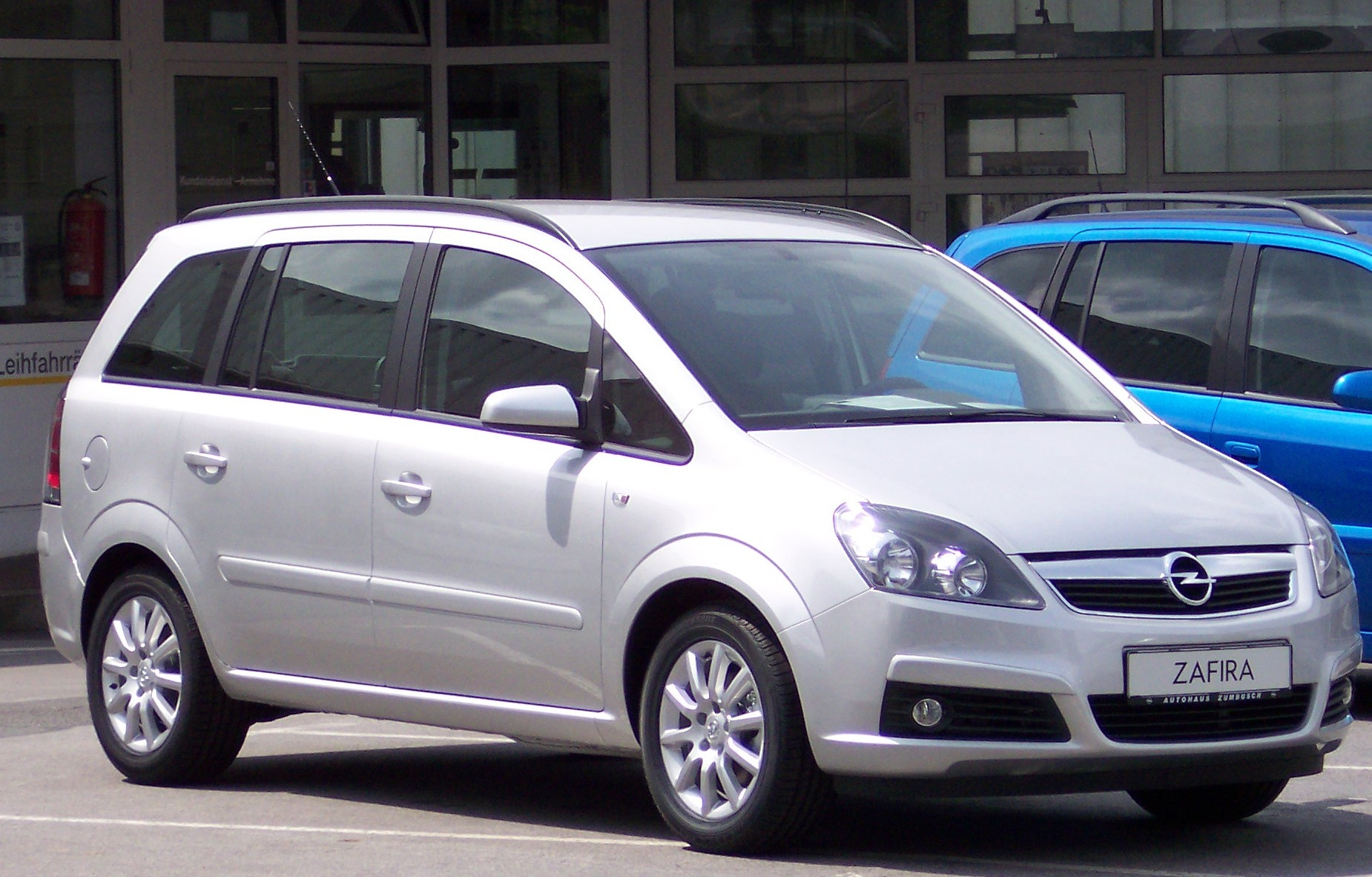
Opel Zafira, un monovolum del segment C.

Un monovolum és un tipus d'automòbil que té els seients més elevats que en un automòbil de turisme, i el compartiment del motor, de passatgers i maleter estan integrats en una sola unitat, per aprofitar l'espai de manera òptima. Es distingeix d'un turisme per la major altura (generalment entre 1,60 i 1,80 metres), i perquè el capot i el vidre davanter són pràcticament paral·lels, a diferència dels automòbils tot terreny. Els compradors de monovolums solen ser famílies nombroses, que necessiten utilitzar moltes places i carregar molts objectes sovint, o que desitgen simplement un vehicle espaiós.
Es denomina "monovolum" a causa que l'automòbil constitueix un únic cos. El motor està allotjat de tal manera que sobresurt molt poc per davant de l'eix davanter, i està muntat més alt i fins i tot més inclinat que en un turisme, per alliberar espai a l'habitacle. Segons el model, els seients es poden desenganxar i reenganxar o desplaçar sobre carrils, plegar o fins i tot desmuntar. Aquesta "flexibilitat" permet configurar l'interior de l'automòbil d'acord amb les necessitats del propietari en cada situació. Tots els monovolums tenen porta posterior, i l'usual és que sigui molt vertical per aprofitar l'espai que es perdria si el vidre posterior estigués més inclinat.

## Categories de monovolums
En els últims anys han sorgit monovolums en segments similars als dels automòbils de turisme. Actualment existeixen aproximadament quatre categories:
- Micromonovolums, de menys de 3,60 metres de llarg, corresponents al segment A. Exemples: Hyundai Atos, Kia Picanto, Opel Agila.

- Monovolums petits o minimonovolums, de longitud entre 3,80 i 4,05 metres, relacionats amb models del segment B. Exemples: Fiat Idea, Renault Modus, Opel Meriva, Nissan Note, Toyota Yaris Verso.

- Monovolums compactes, d'entre 4,15 i 4,50 metres de llarg, similar en mida a turismes del segment C. Generalment tenen cinc places, tot i que alguns que mesuren més de 4,35 metres poden tenir dues places petites extra. Exemples: Ford C-Max, Opel Zafira, Toyota Corolla Verso, SEAT Altea. Hi ha dos casos de configuracions de dues files de tres seients: el Fiat Multipla i l'Honda FR-V.

- Monovolums grans, de longitud superior als 4,60 metres, basats en models del segment D. La norma són set o vuit places, i molts models tenen versions normals i llargues, que poden superar els 5,00 metres. Exemples: Chrysler Voyager, Ford S-Max, Peugeot 807, Renault Espace, SEAT Alhambra, Toyota Avensis Verso.

## Monovolum en altres idiomes
A l'Amèrica del Nord, inclòs Mèxic, són coneguts com a "minivan", un derivat de la paraula "van", que significa furgoneta o camió petit. Al Regne Unit es denomina multipurpose vehicle, o més generalment people carrier. En altres idiomes s'utilitza generalment "van" o "minivan" per préstec de l'anglès; en alguns casos, ambdues paraules presenten un conflicte: "minivan" es refereixi a un monovolum petit, i en altres a qualsevol monovolum.